# Francesc Camaló i Pich
Francesc Camaló i Pich (Barcelona, 10 de gener de 1858 - Barcelona, 28 de febrer del 1931) fou un director d'orquestra català.
Fill de Josep Camaló i Carbonell i Pilar Pich i Casademunt nascuts a Barcelona. Dedicat des d'infant a la música, estudià harmonia, contrapunt i fuga amb el mestre Balart. Es traslladà després a París, on va rebre lliçons del mestre Godard. En retornar a la seva terra natal el 1982 fou nomenat mestre concertador del Liceu de Barcelona, l'orquestra del qual llavors dirigia el cèlebre Faccio. Més tard fou mestre de cors del mateix teatre i posteriorment fou director d'orquestra en importants teatre d'Espanya i estrangers, entre ells el Reial de Madrid.
També es dedicà a la composició, devent-se-li algunes peces per a piano, cant i orquestra.